# 손가락 비율

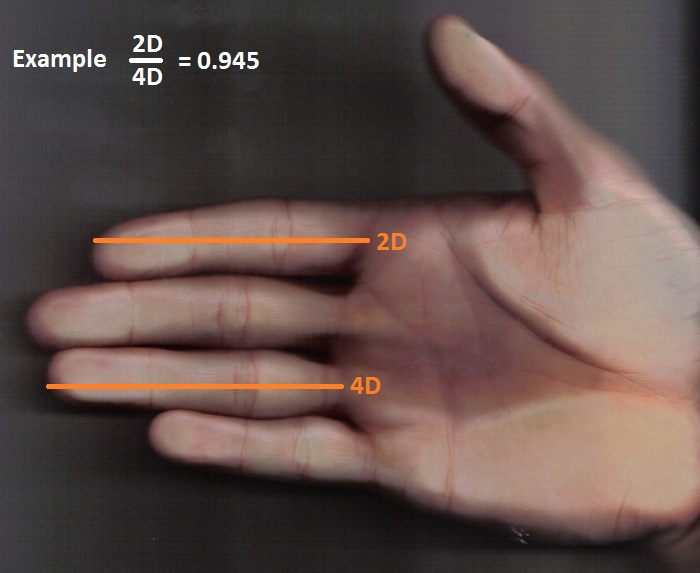
검지손가락이 약손가락보다 짧은 손은 검지:약지 비율의 결과값이 작으며, 자궁 내에서 테스토스테론에 많이 노출된 것이다.

손가락 비율은 일반적으로 손가락이 (손바닥과 만나는) 접히는 밑부분 중심에서 손가락 끝부분까지를 측정한 각 손가락 간의 길이 비율이다. 일부 과학자는 특히 두 번째(집게손가락)와 네 번째(약손가락)의 비율이 자궁에 있는동안 테스토스테론과 같은 안드로겐의 영향을 받는다고 주장하며, 검지:약지 비율로 태아기의 안드로겐 노출을 빠르게 측정할 수 있다고 여긴다. 이 가설에 따르면 검지:약지 비율이 낮을 수록 태아기 안드로겐 노출이 높은 것이다. 검지:약지 비율은 손의 검지손가락의 길이를 같은 손의 약지손가락 길이로 나누어 계산한다. 집게손가락이 길면 비율이 1보다 높은 비율값이 나오고, 약손가락이 길면 1보다 낮은 비율값이 나온다.
검지:약지 비율은 성적 이형에 해당한다. 남성과 여성 모두 집게손가락이 작은 것이 일반적이나, 집게손가락 길이의 차이는 여성보다 남성 사이에서 더 많이 나타난다.
많은 연구에서 검지:약지 비율과 다양한 신체적 행동적 특성의 상호 관련성을 보여주었다.

## 같이 보기
- 체질량 지수